# The Great K and A Train Robbery
Pour plus de détails, voir Fiche technique et Distribution.
The Great K and A Train Robbery est un film américain réalisé par Lewis Seiler et sorti en 1926.

## Synopsis
Tom Gordon est engagé pour découvrir la raison des attaques multiples que subissent les trains de la compagnie K & A. Il va découvrir le complice des bandits et gagner la main de la fille du président de la compagnie par la même occasion.

## Fiche technique
- Titre original : The Great K and A Train Robbery
- Réalisation : Lewis Seiler
- Scénario : John Stone, d'après le roman The Great K and A Train Robbery de Paul Leicester Ford
- Photographie : Daniel B. Clark
- Production : Lewis Seiler
- Société de production : Lew Seiler Productions[1], Fox Film Corporation[2]
- Société de distribution : Fox Film Corporation
- Pays de production :  États-Unis
- Langue originale : anglais
- Format : noir et blanc — 35 mm — 1,37:1 — Film muet
- Genre : western
- Durée : 53 minutes
- Date de sortie :
  - États-Unis : 17 octobre 1926

## Distribution
- Tom Mix : Tom Gordon
- Dorothy Dwan : Madge Cullen
- William Walling : Eugene Cullen
- Harry Grippe : DeLuxe Harry
- Carl Miller : Burton Holt
- Edward Peil Sr. : le chef des bandits
- Curtis McHenry : le valet de Cullen
- John Wayne : un figurant (non crédité)